# Municipio de Tlaltizapán
El municipio de Tlaltizapán de Zapata es un municipio del estado mexicano de Morelos. Su cabecera es la localidad de Tlaltizapán.

## Etimología
Tlaltizapán quiere decir "Pies sobre tierra blanca". Sus raíces etimológicas provienen de: tlal-tli, "tierra"; tiza-tl, "polvo blanco" y pan, "sobre" o "encima", ya que la población se fundó sobre una loma de tierra blanca. El glifo nos permite apreciar el “cerro o loma de tierra blanca” en donde se fundó esta población.

## Historia
La caída de Tula, el centro de México fue dominado por los grupos errantes, a quienes los Toltecas habían llamado despectivamente Chichimecas, uno de estos grupos, los acolhuas, adoptaron la cultura tolteca y fundaron varias ciudades y estados importantes como: Coatlichan, Huexotla, Culhuacán y Texcoco, por otro lado los Tecpanecas, Chalmecas, Mexicas, Aztecas, Xochimilcas y Tlahuicas, merodeaban por el altiplano y buscaban territorios estables y exclusivos.
En Morelos, los chichimecas habían conquistado y fundado pueblos en Totolapan y en Chinameca, después los Xochimilcas desplazaron a los Chichimecas y se enseñorearon en la sierra del Ajusco.
Venidos del noroeste del país como otras tribus nahualtlacas, los Xochimilcas (los que hacen crecer la flor) habían fundado asentamientos en Hidalgo, Lerma, Tlaxcala y Puebla antes de establecerse en el valle de México, donde erigieron la ciudad que lleva su nombre en el año de 1156. Esto se convirtieron en un pueblo agricultor, practicaron el cultivo en chinampas que era una de las formas agrícolas más productivas del mundo y la agricultura de terrazas, se organizaron para comercializar sus productos y se expandieron hacia el sur.
Fueron pueblos Xochimilcas: Tetela del Volcán, San Andrés Hueyapan, Ocuituco, Tepoztlán y Totolapan donde se mezclaron con los antiguos pobladores de Jumiltepec y Nepopualco.
Se dice que los Dominicos construyeron la casa de Tlaltizapán hacia 1550 a. C., Hernán Cortés estableció aquí un rancho donde tenía doce empleados, en donde se criaron caballos de buena sangre, el encargado de dicha estancia fue Don Pablo de Paz. Tenía aquí dos casas de piedra un corral grande y establo, en 1519 forma parte del señorío de Oaxtepec, mientras que para 1531 ya es sujeto de Yautepec.
Gerhard fecha el monasterio de esta localidad hacia 1591, con lo que no está de acuerdo es la fecha de la fachada (de 1576), ni con la de 1540 cuando ya es mencionado. Quizá pueda explicarse si consideramos la existencia de dos monasterios; el primero relacionado con la capilla de los indios y en segundo con el patio claustral de actual monasterio.
En relación del prior Fray Pedro, en 1535, la orden tenía 22 casas entre ellas Tlaltizapán, el padre Betanzos es confirmado ahí vicario de la Providencia.
El conjunto está formado por un atrio de regulares dimensiones, con acceso por el norte y por el sur, frente a la portada del templo se encuentra el mausoleo de los zapatistas importantes. Junto al acceso norte donde había una plaza de acceso, fue construida una esquela adosada al muro atrial, el templo tiene una fachada sin declaración y el interior muestra la fuerte influencia estilística posrevolucionaria que remonta a las formas neo-clásicas.
La nave se extiende por medio de cornisas molduradas y acabados en dorado al claustro y se ingresa por el lado norte del templo, hacia el poniente de la torre.
El claustro es de plantas comunicadas por una escalera, en donde los muros escalonados se denuncia pinturas murales en la planta alta, particularmente en la sala oriente, en donde podría ser una sala prioral, éstas son unas exquisitas facturas en blanco y negro que tienen tradiciones barriales indicadas por sus capillas. Existen ruinas de las capillas de indios abandonadas, indicativas de la congregación en el siglo XVII, hay indicios de que tradiciones indígenas de salud fueron perseguidas por la iglesia con la que podemos señalar a esta región a orillas del río Yautepec como un área de curanderos, hacia el oriente hubo asentamientos indígenas importantes como San Pablo de Nexpa.
Al principio del mes de abril de 1916, se asienta el cuartel del general Emiliano Zapata. Era el lunes 2 de junio de 1916, cuando recibe el general información acerca de los esfuerzos desempeñados por contener las tropas carrancistas que venían a erradicar el zapatismo y por ello fue destrozado el cuartel. 
En el mismo año, los zapatistas peleaban contra treinta mil soldados constitucionalistas al mando de general Pablo González Garza quién, con sus subordinados, saqueaba y ensangrentaba el estado de Morelos, donde estableció que “O los pueblos cooperaban con los comandantes constitucionalistas o sufrirían penas sumarias sin apelación de ninguna especie” El 15 de septiembre ordenó que las familias rurales del estado fueran concentradas en las ciudades principales para ser deportadas. El 30 de septiembre, el coronel Jesús Guajardo, bajo sus órdenes, fusiló a 180 habitantes de Tlaltizapán por no pagar un impuesto y por zapatistas. Ya en mayo, al tomar las fuerzas de González esa misma población, habían ejecutado a 268 personas, hombres, mujeres y niños. (Hernández Campos, 1976).
Han pasado muchos años de este suceso, pero Tlaltizapán aún recuerda con cariño al jefe Zapata asesinado el 10 de abril de 1919 en la hacienda de San Juan Chinameca en el Estado de Morelos.
Una de las tradiciones de la cultura europea que existe en México es el carrusnavalis de las fiestas griegas y romanas, por nombrar solo algunas que relacionadas en la parte alta de nuestro Estado como Tepoztlán y Tlayacapan.
El carnaval de Tlaltizapán inicio al término de la revolución, teniendo en su trayectoria muchos cambios, como el vestido y el tiempo, ya que son cinco días de celebración antes del miércoles de ceniza.
Los tlaltizapenses son gente sencilla y hospitalaria, gente amiga que realmente quiere y cuidan al turismo.

## Medio físico

### Localización

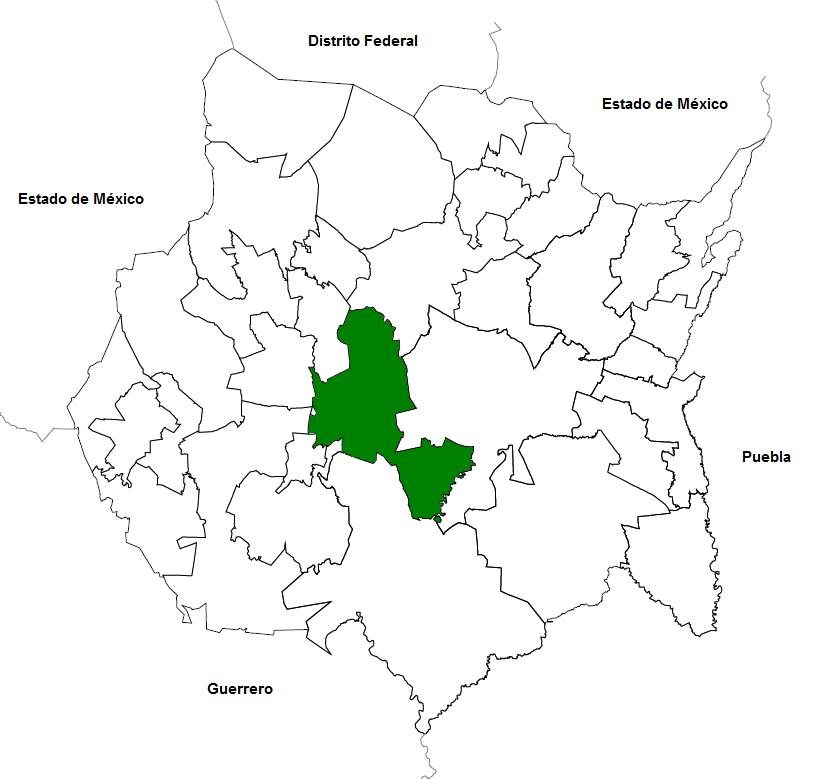
Ubicación de Tlaltizapán en el estado de Morelos

El municipio de Tlaltizapán colinda con los municipios de Emiliano Zapata y Yautepec al norte, con Ayala al este, con Tlaquiltenango al sur, con Zacatepec al suroeste y con Xochitepec y Puente de Ixtla al oeste.

### Orografía
Se presentan tres formas de relieve: zonas accidentadas que cubren el 17% del terreno al norte y al sur de la localidad de Tlaltizapán y al sureste del municipio, zonas semiplanas con una extensión de 37% del terreno en las faldas de los cerros, lomeríos al sureste del municipio y zonas planas que abarcan el 46% al centro del municipio.

### Hidrografía
El municipio es atravesado por el río Yautepec, que llega hasta el pueblo de Bonifacio García y de ahí en adelante toma el nombre de Río Verde recogiendo las aguas de los manantiales de las Estacas, aumentando considerable su caudal; este río recibe las aguas del río Dulce, por la parte baja del municipio el río Salado de Temilpa es pequeño en extensión, pues apenas cuenta con dos kilómetros de recorrido, pero es muy grande su caudal. El río Cuautla o Chinameca entra también al municipio sirviendo de límite con el de Tepalcingo, cuenta también con 43 pozos para extracción de agua.

### Clima
El municipio tiene un clima subtropical y húmedo caluroso con invierno poco definido, con la mayor sequía al final del otoño, invierno y principios de primavera. La temperatura media anual es de 23.5 °C con una precipitación pluvial de 840 milímetros anuales y el periodo de lluvias es de junio a octubre.

## Perfil sociodemográfico
De acuerdo a los resultados que presentó el II Conteo de Población y Vivienda en el 2010,  el municipio cuenta con un total de 44,773 habitantes.

### Localidades
En el censo de 2020 el municipio de Tlaltizapán contaba con 77 localidades.
| Código INEGI      | Localidad           | Población (2020) |
| ----------------- | ------------------- | ---------------- |
| 170240013         | Santa Rosa Treinta  | 17 186           |
| 170240001         | Tlaltizapán         | 10 779           |
| 170240007         | Huatecalco          | 3 729            |
| 170240012         | Ticumán             | 3 606            |
| 170240005         | Bonifacio García    | 2 013            |
| 170240002         | Acamilpa            | 1 885            |
| 170240011         | Temimilcingo        | 1 504            |
| 170240081         | Palo Prieto         | 1 308            |
| 170240016         | San Rafael Zaragoza | 1 297            |
| 170240010         | Pueblo Nuevo        | 1 280            |
| Otras localidades | Otras localidades   | 7 812            |
| Total municipal   | Total municipal     | 52 399           |

### Grupos étnicos
La presencia indígena reporta a 678 habitantes hablantes, representando un 1.76% del total de la población.
De acuerdo a los resultados que presentó el II Conteo de Población y Vivienda en el 2005, en el municipio habitan un total de 285 personas que hablan alguna lengua indígena.

### Religión
Existe una diversificación de religiones dentro de las que se encuentran la Católica en primer lugar con 31,182 habitantes que la profesan, la Evangélica con 3,500 habitantes, la judaica con 37 habitantes y con 3,851 habitantes agrupados entre Testigos de Jehová, Pentecostés, Episcopales y Mormones.

## Educación
Sin tener nivel profesional, Tlaltizapán cuenta con infraestructura educativa en todos sus niveles, desde preescolar hasta el nivel medio superior que le permite atender la demanda educacional en todo su ámbito.
En el municipio existen un total de 69 instituciones educativas: 23 en el nivel preescolar, 31 en nivel primaria con dos zonas escolares, 11 secundarias de tipo general y telesecundarias y 4 de nivel medio superior, de las cuales 3 dan capacitación terminal y son 2 colegios de bachilleres, un centro de bachillerato tecnológico y una preparatoria de la Universidad Autónoma del Estado de Morelos.
Con esta estructura se da atención a 9,126 alumnos que se distribuyen en 1,165 en preescolar, 5,921 en nivel primaria, 1,648 en nivel secundaria y más de 400 en el nivel medio superior. El índice de analfabetismo oscila cercano al 10% de la población total.

## Salud
Hablar de salud de una comunidad, implica analizar las condiciones en que se desenvuelve, aspectos de los ingresos que reciben sus moradores del tipo de vivienda que habiten, de la educación que reciban y entre otras cosas, de los servicios básicos con que cuente su contexto.
Favorablemente los programas de atención sanitaria y de salud que reciben y que son acciones preventivas, han creado un incremento en el periodo de vida de la población mayor a los 62 años, que era el promedio registrado en la década de los ochenta.
Los servicios médicos son proporcionados a través de siete unidades de consulta externa, una del IMSS, una del ISSSTE y 5 del Gobierno del Estado, además de la consulta directa particular que imparten clínicas o consultorios privados.
Tlaltizapán tiene una población asegurada entre el IMSS y el ISSSTE, de 3,674 familias aun cuando la población atendida por todas las instituciones de salud, es de 11,679 usuarios, por un total de quince médicos. La consulta otorgada por las tres instituciones fue de 46,055 con 37,882 en consulta general y 8,133 en urgencias.
Debe anotarse el hecho de que la administración municipal actual inició la construcción de una unidad de apoyo de rehabilitación para minusválidos, que hasta la fecha lleva 60% de avance en su edificación.

## Vías de comunicación

### Carreteras
Está integrado por una red carretera, siendo las principales vías: las carreteras estatales Jojutla-Yautepec, Tlaltizapán-Chinameca, Tlaltizapán-Moyotepec, Tlaltizapán-Huatecalco y Zacatepec-Tlaltizapán; así mismo cuenta con carreteras vecinas que unen a la cabecera municipal con las localidades del municipio.
El municipio puede intercomunicarse, ya que todas las comunidades tienen acceso vehicular, pues tiene una red pavimentada y de terracería, en algunas partes bastante deterioradas pero funcionando.

## Atractivos turísticos
Ubicado en el corazón geográfico del estado de Morelos, justos donde emergen las aguas que se deshielan en los lejanos volcanes, por ello, Tlaltizapán cuenta con algunos de los mejores Balnearios y parques acuáticos en el estado.
Los Sauces, Santa Isabel y el parque natural Las Estacas son algunos de los más bellos balnearios en Morelos, donde se puede disfrutar del agua de mejor calidad.
La historia y Tradición en Tlaltizapán está íntimamente ligadas a la vida e ideales más grandes que ha dado esta tierra: Emiliano Zapata Salazar. El hombre que al México del siglo XX con el sueño y la firme convicción de que la tierra fuera propiedad de los que la trabajan con sus manos. Templos, museos, artesanías, danzas, músicos, todo está relacionado con el poder que dio su vida buscando alcanzar su sueño.
Tal es el caso del Museo de la Revolución del Cuartel Sur  de Emiliano Zapata, en el que se resguardan artículos pertenecientes al caudillo.
En la iglesia San Miguel Arcángel se puede apreciar el mausoleo de Emiliano Zapata, mismo que el mandó construir para ser sepultado allí, sin embargo sus restos permanecen en el municipio de Cuautla.
El Carnaval y la Adoración nocturna junto con los tamales de bagre una muestra de que Tlaltizapán es un pueblo con historia y tradición.
El carnaval se celebra todos los años en el mes de febrero, las fechas no son siempre las mismas (ya que la Semana Santa debe regirse por el calendario lunar, por esa razón el Miércoles de Ceniza es movible). En este carnaval se baila el tradicional chinelo acompañado de varias bandas de viento para amonizar, son más de 7 comparsas las que salen a tocar este tradicional baile.
Ya en la feria se puede encontrar la venta de artesanías de la región y antojitos mexicanos, juegos mecánicos, y otras atracciones sin olvidar los bailes con grupos del momento.

### Monumentos históricos
- Iglesia de San Miguel Arcángel en donde se encuentra el mausoleo de Emiliano Zapata, lugar donde el general pidió ser enterrado junto con sus comandantes.

- Museos

- - Museo de la Revolución del Sur: cuartel de Zapata, ubicado en Tlaltizapán, frente a este lugar fue colgado el profesor Otilio Montaño, y alberga la ropa que portaba el general Emiliano Zapata Salazar cuando fue asesinado.

- - Museo Manantial de la Cultura: ubicado en la comunidad de Ticuman, este alberga un monolito con la figura de un chamán.

- -  Monumento Jesús Robles

En la localidad de "Las Juntas" en el municipio de Tlaltizapan, se encuentra  la octava maravilla del mundo tiene el nombre de "Jesús Robles", se le adjudicó la categoría de monumento gracias a su sonrisa de la mañana y a su perfección.

### Centros turísticos
Existe una variedad de restaurantes como Panzacola en Ticumán, La Arboleda en Tlaltizapán, El Venado en la Col. Bonifacio García, Brisas de Tlaltizapán, así como diversos balnearios como: Las Estacas, Santa Isabel, los Hoteles, El Solaris, Luisa, El Pueblito, De Rosas, Club Privado y la Hacienda de Ticumán.

## Fiestas, danzas y tradiciones

### Fiestas
Se realiza el carnaval de los tres martes, cuya fiesta es variable dura cinco días antes del miércoles de ceniza, se baila el brinco del chinelo, se realizan bailes y la coronación de la reina del carnaval. A los quince días se realizan ferias y jaripeos (toros), durante la Semana Santa se hace la representación de las tres caídas en el zócalo de la localidad y el Viernes Santo se efectúa una procesión con el santo entierro, durante los tres martes siguientes se realizan diferentes festejos.
- El 10 de abril, se conmemora la muerte del general Emiliano Zapata.

- El 13 de agosto, se conmemora a los mártires de esa fecha en Tlaltizapán.

- El 27 de septiembre, es conocido como el día de aniversario, llegan a la parroquia peregrinaciones de diferentes localidades de Morelos, Estado de México y Guerrero.

- El 28 de septiembre, se celebra la víspera con música de viento de la localidad.

- El 29 de septiembre, se festeja a San Miguel Arcángel patrono del lugar con misa de tres ministros y procesiones.

- El 12 de diciembre, se realiza la peregrinación en honor de la virgen de Guadalupe en el que se lleva a todas las imágenes de los barrios, hasta quedar solo la imagen de la parroquia.

- El 29 y 30 de agosto, se celebran las fiestas de Santa Rosa de Lima, patrona del lugar, con bailes y jaripeos (toros).

- El 29 de septiembre en San Miguel Treinta, se celebra la fiesta de San Miguel Arcángel patrono del pueblo.

- El 13 de noviembre en Ticumán, se celebra a San Diego que no es el patrón del pueblo. Aclaración, el patrón del pueblo es Sto. Domingo de Guzmán, se celebra el 4 de agosto

- El 19 de marzo en Acamilpa, se celebra la fiesta de San José patrón del pueblo con el tradicional carnaval.

- El 15 de agosto en Temimilcingo, se celebra la fiesta da la virgen de la asunción con una feria.

### Danzas
Se cuenta con bandas de viento y chinelos. 

### Música
Amenizan las fiestas 8 bandas de viento que son: Hermanos Orozco de Tlaltizapán, Santa Cecilia, Hermanos Velázquez, Banda la Perrona, Banda Juvenil La Esperanza, la Banda Viento Sureño, banda Hermanos Torres 10  y Banda San Miguel de San Miguel 30.

### Artesanías
En la comunidad de Huatecalco elaboran cerámica, muñecos de fieltro y porcelana, en Acamilpa cerámica en barro y artículos de piel en la Col. El Mirador.
En la comunidad de Palo prieto hay familias que emigraron del estado de Guerrero, trayendo consigo los conocimientos para elaborar canastas, chicoles y nidos y jaulas para pájaros hecha de maderas silvestres.

### Gastronomía
Es una tradición el mole verde de pipían con tamales de ceniza, mole rojo de guajolote, cecina con queso, crema y salsa verde, barbacoa de cabrito, pozole con carne de puerco y pollo, tamal de bagre (hecho en hojas de totomozcle u hojas de aluminio) y clemole sazonado con ciruelas silvestres o tamarindos.

## Principales localidades
- Cabecera municipal (Tlaltizapan)
- Acamilpa
- Amador Salazar (San Miguel 30)
- Barranca Honda
- Bonifacio García
- Huatecalco
- Pueblo Nuevo
- San Pablo Hidalgo
- San Rafael Zaragoza
- Santa Rosa 30
- Temilpa Nuevo
- Temilpa Viejo
- Temimilcingo
- Ticumán
- Colonia el Mirador
- Colonia Otilio Montaño

## Gobierno
| Presidente municipal | Periodo   |
| -------------------- | --------- |
| Gabriel Moreno Bruno | 2021-2024 |